# Vissing Sogn
Vissing Sogn er et sogn i Favrskov Provsti (Århus Stift).
I 1800-tallet var Vissing Sogn anneks til Nørre Galten Sogn. Begge sogne hørte til Galten Herred i Randers Amt. Vissing Sogn tilhørte Nørre Galten-Vissing Kommune fra 1842 til 1966. Kommunen blev i 1966 indlemmet i Hadsten Kommune, som ved strukturreformen i 2007 indgik i Favrskov Kommune.
I Vissing Sogn ligger Vissing Kirke.
I sognet findes følgende autoriserede stednavne:
- Holtgårde (bebyggelse)
- Lysnet (areal)
- Låddenhøj (areal)
- Tvillinggårde (bebyggelse)
- Vissing (bebyggelse, ejerlav)
- Vissing Bæk (vandareal)